# Скијашки скокови на Зимским олимпијским играма 2018.
Такмичења у скијашким скоковима на Зимским олимпијским играма 2018. у Пјонгчангу одржају се између 18. и 19. фебруара 2018. у Комплексу за скијашке скокове Алпензија. Мушкарци се такмиче у три дисциплине, а жене у једној.

## Сатница
Распоред и сатница такмичења:
| Датум       | Време       | Дисциплина                                                |
| ----------- | ----------- | --------------------------------------------------------- |
| 8. фебруар  | 21:30-22:35 | Мала скакаоница појединачно за мушкарце - квалификације   |
| 10. фебруар | 21:35-23:20 | Мала скакаоница појединачно за мушкарце                   |
| 12. фебруар | 21:30       | Мала скакаоница појединачно за жене                       |
| 16. фебруар | 21:30-22:35 | Велика скакаоница појединачно за мушкарце - квалификације |
| 17. фебруар | 21:30-22:45 | Велика скакаоница појединачно за мушкарце                 |
| 19. фебруар | 21:30-23:20 | Велика скакаоница екипно за мушкарце                      |

Напомена: комплетна сатница је по локалном времену (УТЦ+9)

## Учесници
На ЗОИ учествује укупно 100 такмичара, 65 у мушкој и 35 у женској конкуренцији.
Двадесет једна земаља квалификовала се за учешће у скијашким скоковима.
- Аустрија (8)
- Бугарска (1)
- Естонија (3)
- Италија (8)
- Јапан (9)
- Јужна Кореја (3)
- Казахстан (1)
- Канада (2)
- Кина (1)
- Немачка (9)
- Норвешка (7)
- Пољска (5)
- Румунија (1)
- Олимпијски спортисти из Русије (8)
- Сједињене Америчке Државе (7)
- Словенија (9)
- Турска (1)
- Финска (6)
- Француска (4)
- Чешка (5)
- Швајцарска (2)

## Освајачи медаља

### Мушкарци
| Дисциплина                    |                                                                                           | Резултат |                                                                          | Резултат |                                                                | Резултат |
| Мала скакаоница појединачно   | Андреас Велингер · Немачка                                                                | 259.1    | Јохан Андре Форфанг · Норвешка                                           | 250.9    | Роберт Јохансон · Норвешка                                     | 249.7    |
| Велика скакаоница појединачно | Камил Стох · Пољска                                                                       | 285.7    | Андреас Велингер · Немачка                                               | 282.3    | Роберт Јохансон · Норвешка                                     | 275.3    |
| Велика скакаоница екипно      | Норвешка · Данијел-Андре Танде · Андреас Стјернен · Јохан Андре Форфанг · Роберт Јохансон | 1098.5   | Немачка · Карл Гајгер · Штефан Лајхе · Рихард Фрајтаг · Андреас Велингер | 1075.7   | Пољска · Маћиеј Кот · Стефан Хула · Давид Кубацки · Камил Стох | 1072.4   |

### Жене
| Дисциплина                  |                         | Резултат |                            | Резултат |                       | Резултат |
| Мала скакаоница појединачно | Марен Лундби · Норвешка | 264.6    | Катарина Алтхаус · Немачка | 252.6    | Сара Таканаши · Јапан | 243.8    |

## Биланс медаља
| Позиција   | Држава     | Злато | Сребро | Бронза | Укупно |
| ---------- | ---------- | ----- | ------ | ------ | ------ |
| 1          | Норвешка   | 2     | 1      | 2      | 5      |
| 2          | Немачка    | 1     | 3      | 0      | 4      |
| 3          | Пољска     | 1     | 0      | 1      | 2      |
| 4          | Јапан      | 0     | 0      | 1      | 1      |
| Укупно (4) | Укупно (4) | 4     | 4      | 4      | 12     |